# روس غراي
روس غراي (بالإنجليزية: Ross Gray)‏ (21 سبتمبر 1992 في المملكة المتحدة - ) هو لاعب كرة قدم بريطاني في مركز الوسط. لعب مع بيرويك راينجرز ونادي ليفينغستون لكرة القدم.

## وصلات خارجية
- روس غراي على موقع قاعدة بيانات كرة القدم.إي يو (الإنجليزية)
- روس غراي على موقع Soccerbase.com (لاعب) (الإنجليزية)
- روس غراي على موقع Soccerway.com (الإنجليزية)